# برنار فوكس
برنار فوكس (بالإنجليزية: Bernard Fox)‏ هو ممثل بريطاني، ولد في 11 مايو 1927 في المملكة المتحدة، وتوفي في 14 ديسمبر 2016 بفان نويس في الولايات المتحدة بسبب قصور القلب.

## أعمال

### أفلام
- (1962) أطول يوم[3][4]
- (1971) جيك الكبير
- (1977) المنقذون[5][6][7][8]
- (1990) المنقذون في أستراليا[9][10]
- (1997) تيتانيك[11][12][13]
- (1999) المومياء[14]

### مسلسلات
- بيويتشد

## وصلات خارجية
- برنار فوكس على موقع IMDb (الإنجليزية)
- برنار فوكس على موقع ألو سيني (الفرنسية)
- برنار فوكس على موقع ميوزك برينز (الإنجليزية)
- برنار فوكس على موقع تيرنر كلاسيك موفيز (الإنجليزية)
- برنار فوكس على موقع أول موفي (الإنجليزية)
- برنار فوكس على موقع قاعدة بيانات برودواي على الإنترنت (الإنجليزية)
- برنار فوكس على موقع قاعدة بيانات الأفلام السويدية (السويدية)
- برنار فوكس على موقع إن إن دي بي (الإنجليزية)
- برنار فوكس على موقع قاعدة بيانات الفيلم (الإنجليزية)
- برنار فوكس على موقع كينوبويسك (الروسية)